# Beretta Model 38
MAB 38 (tên đầy đủ là Moschetto Automatico Beretta Modello 1938), hay Modello 38, hoặc Model 38 (cùng các biến thể của nó) là một loạt súng tiểu liên chính thức của Quân đội Hoàng gia Ý được giới thiệu vào năm 1938 và sử dụng trong chiến tranh thế giới thứ hai. Những khẩu súng này cũng được quân đội một số nước như Đức, Romania và Argentina thời đó sử dụng.

## Lịch sử
Ban đầu, MAB 38 do kỹ sư trưởng Tullio Marengoni của nhà máy Beretta thiết kế vào năm 1935. Loại súng này được phát triển từ những dòng súng Beretta Modello 18 và 18/30, đồng thời có nguồn gốc từ súng máy hạng nhẹ Villar Perosa trong chiến tranh thế giới thứ nhất. Ngoài ra, MAB 38 còn được công nhận rộng rãi là vũ khí hiệu quả và thành công nhất của Ý trong chiến tranh thế giới thứ hai. Nhiều biến thể của khẩu súng này đã được sản xuất với số lượng lớn.